# Chantal Goya
Chantal Goya, rodným jménem Chantal de Guerre (* 10. června 1942 Saigon), je francouzská zpěvačka a herečka.

## Život
Chantal de Guerre se narodila 10. června 1942 v Saigonu francouzskému otci Bertrandu de Guerre (1912–1974) a matce Colette Dartiguenave (1921–2018), bílé Kreolce. Byla nejstarší z pěti dětí (bratr a tři sestry). Její mládí bylo strohé: „Nikdy nebyla žádná hudba ani kino, to neexistovalo,“ vysvětlovala později. V roce 1946, na začátku Indočínské války, rodina Francouzskou Indočínu opustila a přestěhovala se do Remiremontu ve Vogézách, odkud pocházel otec. V Paříži neudělala maturitu a odjela do Anglie, kde vystudovala francouzské lyceum v Londýně.
V roce 1964 se seznámila s Jeanem-Jacquesem Deboutem, který jí rovněž zvolil umělecké jméno Chantal Goya, protože mu připomínala chlapce z Goyova obrazu (Don Manuel Osorio Manrique de Zúñiga). V roce 1966 se za Debouta provdala a stala se modelkou pro časopis Mademoiselle Age Tendre. Debout pro ni složil písně, např. C'est bien Bernard a Une écharpe, une rose. Objevovala se v televizních pořadech a všiml si jí Jean-Luc Godard, který ji obsadil do svého filmu Masculin – Feminin, aneb Děti Marxe a Coca-Coly (1966), v němž hrála hlavní roli po boku Jeana-Pierra Léauda.

## Hudební kariéra
Jako zpěvačka debutovala písní C'est bien Bernard (1964), následovaly Une écharpe, une rose (1965), Laisse-moi (1966) nebo J'ai le coeur en joie, j'ai le coeur en peine (1967). V 70. a 80. letech již nahrávala převážně pouze alba dětských písní (Adieu les jolis foulards, Bécassine, Dou ni dou ni day ad.), z nichž většinu napsal její manžel Jean-Jacques Debout. Na počátku své kariéry byla velmi populární, naopak v pozdější tvorbě pro děti byla kritizována za naivitu svého repertoáru. Během televizní show v roce 1985 označil v přímém přenosu jistý učitel její pohádkový svět za hloupý; zpěvačku pak tento odsudek trápil až do roku 1993.

## Ve filmu
Velký start s Godardovým filmem jí otevřel filmovou kariéru. V roce 1967 si zahrála Melanii po boku Hansiho Krause v západoněmecké válečně-historické frašce Wenn Ludwig ins Manöver zieht, kde hrála sestru Heidelinde Weisové, které se dvoří poručík (Claus Wilcke). Následovala vedlejší role Monique po boku Jacqueline Bissetové a Marca Porela ve snímku L'échelle blanche. Významnější roli jí svěřil Jean-Daniel Pollet ve filmu L'amour c'est gai, l'amour c'est triste, kde hrála provinční Arlette, která je ohromena Bernadette Lafontovou a stane se prostitutkou, přičemž přehlíží, že ji tajně miluje bratr Lafonteové. Pierre Tchernia ji obsadil do role filmové dcery Michela Serraulta ve filmu Les Gaspards z roku 1974. Změnu image jí přinesla anarchistická komedie Didiera Kaminky Trop c'est trop (Co je moc, to je moc), v níž tři mladé ženy (Chantal Goya, Claude Jade a Nicole Jamet) svedou tři mládence. Epizodní role hrále ve filmech Le temps de vacances (1979) a Absolument fabuleux (2001).

## Výběr z tvorby

### Singly
- C'est bien Bernard (1964)
- Une écharpe une rose (1965)
- Si tu gagnes au flipper (1965)
- D'abord dis-moi ton nom (1966)
- Laisse moi (1966)
- Pense pas trop (1967)
- Les boules de neige (1972)

### Filmy
- Charade (1963) – bezejmenná role
- Masculin, féminin (1966)
- Wenn Ludwig ins Manöver zieht (1967)
- L'échelle blanche (1969), Tout peut arriver (1969)
- L'amour c'est gai, l'amour c'est triste (1971)
- Les Gaspards (1974)
- Trop c'est trop (1975)
- Absolument fabuleux (2001)

### Alba pro děti
- Allons chanter avec Mickey (1977)
- La Poupée (1978)
- Bécassine (1979)
- C'est Guignol (1980)
- Comme Tintin (1981)
- Le Soulier Qui Vole (1981)
- La Planète Merveilleuse (1982)
- Babar (1983)
- Le Mystérieux Voyage (1984)
- Félix le Chat (1985)
- Bravo Popeye (1986)
- Le monde tourne à l'envers (1987)
- Isabelle, c'est la fille de Babar (1988)
- L'Étrange histoire du château hanté (1989)
- Rythme et couleur (1990)